# Філіппо Руджеро
Філіппо Руджеро (італ. Filippo Ruggiero, 14 лютого 1929, Барі — 25 серпня 2014, Рим) — італійський адмірал, начальник генерального штабу ВМС Італії протягом 1989—1992 років.

## Біографія
Філіппо Руджеро народився 14 лютого 1929 року в Барі. Протягом 1916-1949 років навчався у Військово-морській академії в Ліворно, яку закінчив у званні гардемарина. Отримав звання лейтенанта у 1955 році, капітана III рангу - у 1962 році. Здобув вищу освіту за фахом інженера. Ніс службу на різних кораблях, де відповідав за телекомунікації.
Отримавши звання капітана II рангу, протягом 1971-1972 років командував фрегатом «Альпіно». У 1974 році отримав звання капітана I рангу, командував крейсером «Кайо Дуіліо».
У 1980 році отримав звання контрадмірала і був призначений керівником Військово-морської академії, перебував на цій посаді до 1983 року. З лютого 1983 року по червень 1984 року командував 1-ю морською дивізією. З червня 1984 року по вересень 1985 року був начальником штабу оперативних сил флоту. У 1985 році отримав звання ескадреного адмірала, з грудня цього ж року до січня 1987 року був заступником начальника генерального штабу ВМС Італії. З січня 1987 року до вересня 1988 року був командувачем оперативних сил флоту. Потім до кінця 1989 року був командувачем військово-морського командування в Тірренському морі і союзних військово-морських сил на півдні Європи.
З 28 листопада 1989 року по 15 лютого 1992 року Філіппо Руджеро був начальником генерального штабу ВМС Італії. У період його керівництва італійський флот був задіяний для виконання задач коаліції західних держав під час війни у Перській затоці.
Помер 25 серпня 2014 року у Римі.

## Нагороди

### Італійські
- Кавалер Великого хреста Ордена «За заслуги перед Італійською Республікою»
- Золота медаль «За заслуги перед Червоним хрестом»

### Іноземні
- Командор Легіону Заслуг (США)
- Офіцер Ордена Почесного легіону (Франція)
- Пам'ятна медаль ООН за миротворчі операції в Лівані